# جمال بنعمر
جمال بنعمر (عربی: جمال بنعمر؛ زاده: آوریل ۱۹۵۷ (۶۸ سال)) در شهر تطوان واقع در شمال مغرب (مراکش) زاده شد. وی در فاصله سال‌های ۲۰۱۱ تا ۲۰۱۵ مشاور ویژه دبیرکل سازمان ملل در امور یمن بود و در سال ۲۰۱۱ سرپرستی مذاکرات دو طرف اصلی بحران در یمن را بعهده داشت. وی در سال ۲۰۱۵ به‌عنوان مشاور ویژه بان کی مون در سطح نماینده دبیرکل برگزیده شد.

## تحصیلات
جمال بنعمر بعد از گرفتن لیسانس و اجازه تدریس، از طریق نامه‌نگاری موفق به کسب فوق لیسانس در فرانسه شد.

## فعالیت سیاسی
جمال بنعمر در سال ۱۹۷۶ به اتهام مخالفت با ملک حسن دوم پادشاه مراکش و عضویت در گروه «به پیش» که دارای افکار چپ رادیکال بود دستگیر شد و پس از آزادی در سال ۱۹۸۳ مغرب را ترک کرد. سپس به لندن و سرانجام به آمریکا رفت و در آنجا به انستیتوی جیمی کارتر پیوست.

## وظایف و مسئولیت‌ها
جمال بنعمر مسئولیت‌های متعددی در سازمان ملل بعهده داشت. مدتی مسئول پرونده عراق بود و سپس به‌همراه اخضر ابراهیمی نماینده ویژه سازمان ملل در افغانستان بود. وی در حل و فصل درگیری‌های بین‌المللی کوزوو و بوسنی و جنوب آفریقا به‌همراه شخصیت‌های معروفی چون جیمی کارتر شرکت داشت. وی در سال ۲۰۱۲ به‌مدت ۱۰ ماه به‌عنوان نماینده ویژه دبیرکل ملل متحد سرپرستی گفتگوهای ملی در یمن را بعهده داشت.